# Roberto Breppe
Roberto Florencio Breppe Sokosoppi (Paraná, 4 de fevereiro de 1941) é um ex-ciclista olímpico argentino. Breppe representou sua nação nos Jogos Olímpicos de Verão de 1964, 1968 e 1972.